# パラデーモン
パラデーモン（英: Parademon）は、DCコミックスの出版するアメリカン・コミックスに登場する架空の生命体。ジャック・カービーによって創造され、1971年の"New Gods #1"で初登場した。惑星アポコリプスの突撃部隊。

## 概要
惑星アポコリプスの支配者ダークサイドの忠実な部隊。パラデーモンは主にニューゴッズのエイリアンテクノロジーを用いた小銃や、棍棒や槍などの近接武器を使用する。もっとも多用するのは圧倒的な数による一斉攻撃で、大勢のパラデーモンが対象に襲い掛かる。
パラデーモンは全てが惑星アポコリプスから動員されているわけではなく、侵略された惑星の住人が拷問の末に変形した者もいる。

## その他の登場メディア

### 映画
バットマン vs スーパーマン ジャスティスの誕生 (2016年)
バットマンが見た予知夢に登場。オメガマークが描かれた荒廃した土地で、スーパーマンの兵士と共に現れる。
ジャスティス・リーグ (2017年)
声 - ゲイリー・A・ヘッカー

### アニメ
スーパーマン (1996年-2000年)
シーズン2の第25話と第26話「Apokolips…Now!」で登場。ステッペンウルフと共に地球へ侵攻する。
ジャスティス・リーグ・アンリミテッド (2004年-2006年)
シーズン3の第13話「Destroyer」で登場。ダークサイドが大軍を率いて再び地球へ総攻撃を仕掛ける。
バットマン:ブレイブ&ボールド (2008年-2011年)
シーズン2の第24話「Darkseid Descending!」で登場。カリバックと共に地球へ侵攻する。
DCスーパーヒーロー・ガールズ (2015年-現在)
声 - フレッド・タタショア
シーズン3の第24話「New Perry-Spective」で登場。グラニー・グッドネスのペットで愛称は「ペリー」。
ジャスティス・リーグ・アクション (2016年-2018年)

### ゲーム
インジャスティス2 (2017年)
ダークサイドのサポートキャラクターとして登場している。
「Injustice 2 - Introducing Darkseid!」 - YouTube